# Selección de fútbol sub-21 de San Marino
La selección sub-21 de San Marino es la representante en fútbol sub- 21 de la República de San Marino y se coloca bajo los auspicios de la Federación Sanmarinense de Fútbol.

## Historia
La Sub-21 de San Marino es uno de los equipos más débiles a nivel europeo, nunca ha participado en la fase final del Campeonato de Europa Sub-21, que se celebra cada dos años, solo jugando en la fase de clasificación. En el año 2005 pierde por 14-0 ante España, siendo la mayor goleada en una Eurocopa sub-21. Consiguió dos victorias hasta el 2013, una en 2003 y otra en 2006 ante Suecia y Armenia, ambas por sanción a los equipos. Exceptuando eso, la selección no consiguió puntuar hasta 2012.
El 2 de junio logra reunir el primer punto en la historia de la fase de clasificación, gracias a un empate 0-0 logrado en contra de Grecia. El 6 de septiembre del 2013 juega contra Gales, venciendo por 1-0 gracias al gol de Juri Biordi, siendo la primera victoria de la selección en un partido oficial, y segunda de todas las selección del país desde que el equipo sub-17 venciera a Andorra 2-1 en el 2002. En el 2014 se obtiene otro resultado positivo con un 0-0 ante Finlandia, finalizando la clasificación con cuatro puntos, su mejor participación hasta ahora.
Para la clasificación para la Eurocopa Sub-21 de 2017, el equipo consigue empatar a domicilio ante Georgia a 0.
Para la clasificación para la Eurocopa Sub-21 de 2019, el equipo termina último, perdiendo todos sus partidos y anotando un solo gol ante República Checa. Finaliza así la racha de tres ediciones consecutivas puntuando. En la Eurocopa de 2021, hace su tercera peor participación, donde pierde todos sus partidos, no anota ningún gol y recibe 50, encajando goleadas como 10-0 ante Croacia, 0-7 ante Croacia también o 0-7 ante Escocia.
El 6 de junio de 2024 gana el segundo partido en su historia ante Gibraltar por 3-0, consiguiendo a su vez la mayor goleada. 

## Estadísticas

### Eurocopa Sub-21
| Récord | Récord       | Récord       | Récord       | Récord       | Récord       | Récord       | Récord       | Récord       |     | Récord Clasificatorio | Récord Clasificatorio | Récord Clasificatorio | Récord Clasificatorio | Récord Clasificatorio | Récord Clasificatorio | Récord Clasificatorio |
| Año    | Ronda        | J            | G            | E            | P            | GF           | GC           | GD           | J   | G                     | E                     | P                     | GF                    | GC                    | GD                    |                       |
| ------ | ------------ | ------------ | ------------ | ------------ | ------------ | ------------ | ------------ | ------------ | --- | --------------------- | --------------------- | --------------------- | --------------------- | --------------------- | --------------------- | --------------------- |
| 1990   | No clasificó | No clasificó | No clasificó | No clasificó | No clasificó | No clasificó | No clasificó | No clasificó | 4   | 0                     | 0                     | 4                     | 0                     | 12                    | -12                   |                       |
| 1992   | No clasificó | No clasificó | No clasificó | No clasificó | No clasificó | No clasificó | No clasificó | No clasificó | 6   | 0                     | 0                     | 6                     | 0                     | 21                    | -21                   |                       |
| 1994   | No clasificó | No clasificó | No clasificó | No clasificó | No clasificó | No clasificó | No clasificó | No clasificó | 10  | 0                     | 0                     | 10                    | 3                     | 40                    | -37                   |                       |
| 1996   | No clasificó | No clasificó | No clasificó | No clasificó | No clasificó | No clasificó | No clasificó | No clasificó | 8   | 0                     | 0                     | 8                     | 1                     | 29                    | -28                   |                       |
| 1998   | No clasificó | No clasificó | No clasificó | No clasificó | No clasificó | No clasificó | No clasificó | No clasificó | 8   | 0                     | 0                     | 8                     | 2                     | 35                    | -33                   |                       |
| 2000   | No participó | No participó | No participó | No participó | No participó | No participó | No participó | No participó | -   | -                     | -                     | -                     | -                     | -                     | -                     |                       |
| 2002   | No participó | No participó | No participó | No participó | No participó | No participó | No participó | No participó | -   | -                     | -                     | -                     | -                     | -                     | -                     |                       |
| 2004   | No clasificó | No clasificó | No clasificó | No clasificó | No clasificó | No clasificó | No clasificó | No clasificó | 8   | 1                     | 0                     | 7                     | 8                     | 29                    | -21                   |                       |
| 2006   | No clasificó | No clasificó | No clasificó | No clasificó | No clasificó | No clasificó | No clasificó | No clasificó | 10  | 0                     | 0                     | 10                    | 4                     | 60                    | -56                   |                       |
| 2007   | No clasificó | No clasificó | No clasificó | No clasificó | No clasificó | No clasificó | No clasificó | No clasificó | 2   | 1                     | 0                     | 1                     | 3                     | 4                     | -1                    |                       |
| 2009   | No clasificó | No clasificó | No clasificó | No clasificó | No clasificó | No clasificó | No clasificó | No clasificó | 8   | 0                     | 0                     | 8                     | 1                     | 31                    | -30                   |                       |
| 2011   | No clasificó | No clasificó | No clasificó | No clasificó | No clasificó | No clasificó | No clasificó | No clasificó | 8   | 0                     | 0                     | 8                     | 0                     | 51                    | -51                   |                       |
| 2013   | No clasificó | No clasificó | No clasificó | No clasificó | No clasificó | No clasificó | No clasificó | No clasificó | 10  | 0                     | 1                     | 9                     | 2                     | 34                    | -32                   |                       |
| 2015   | No clasificó | No clasificó | No clasificó | No clasificó | No clasificó | No clasificó | No clasificó | No clasificó | 10  | 1                     | 1                     | 8                     | 2                     | 30                    | -28                   |                       |
| 2017   | No clasificó | No clasificó | No clasificó | No clasificó | No clasificó | No clasificó | No clasificó | No clasificó | 10  | 0                     | 1                     | 9                     | 1                     | 30                    | -29                   |                       |
| 2019   | No clasificó | No clasificó | No clasificó | No clasificó | No clasificó | No clasificó | No clasificó | No clasificó | 10  | 0                     | 0                     | 10                    | 0                     | 51                    | -51                   |                       |
| 2021   | No clasificó | No clasificó | No clasificó | No clasificó | No clasificó | No clasificó | No clasificó | No clasificó | 10  | 0                     | 0                     | 10                    | 0                     | 50                    | -50                   |                       |
| 2023   | No clasificó | No clasificó | No clasificó | No clasificó | No clasificó | No clasificó | No clasificó | No clasificó | 8   | 0                     | 1                     | 7                     | 0                     | 27                    | -27                   |                       |
| Total  | 0/16         | -            | -            | -            | -            | -            | -            | -            | 130 | 3                     | 4                     | 123                   | 27                    | 533                   | -506                  |                       |